# 天晉滙

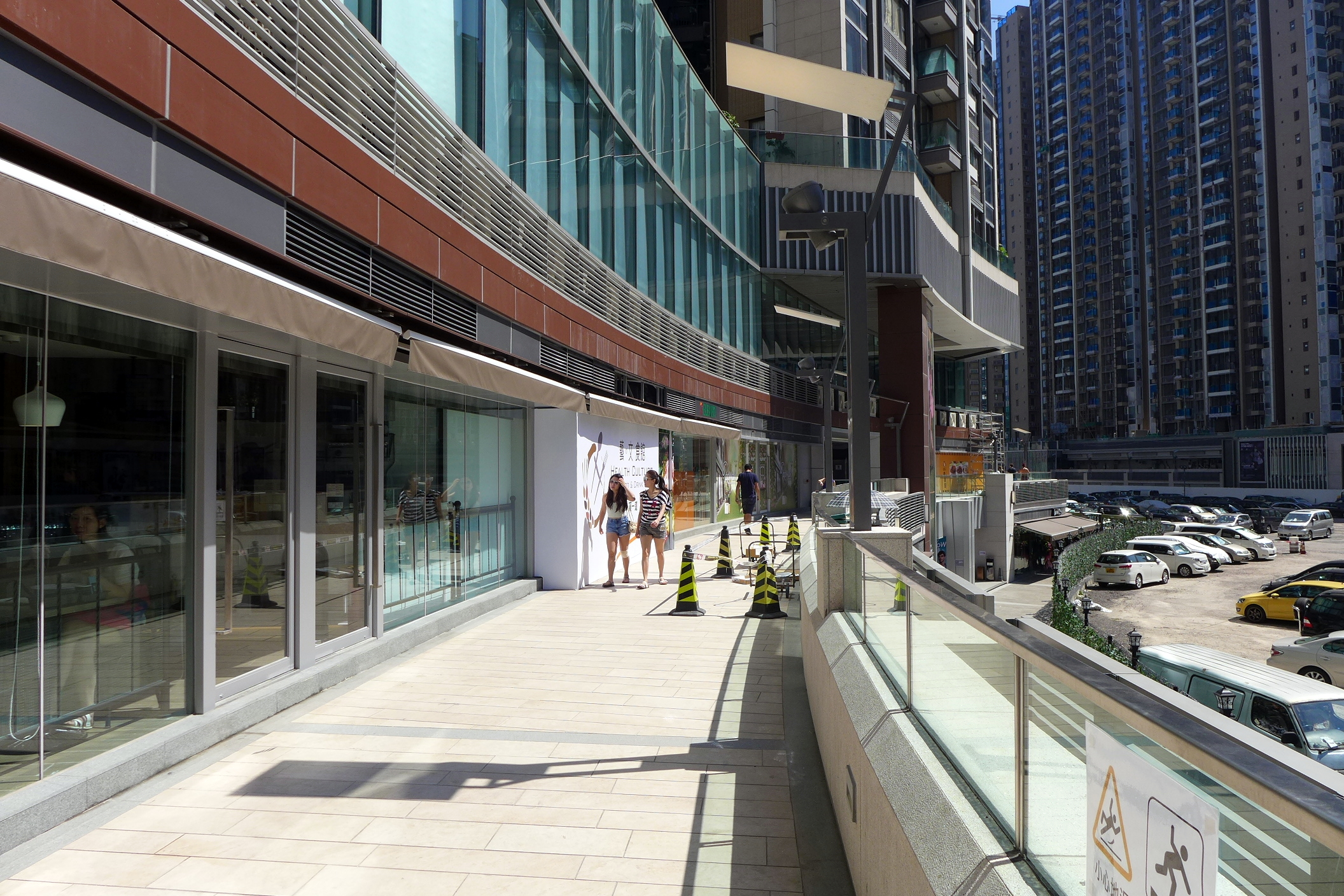
天晉滙1樓戶外通道

天晉滙（PopWalk）是新鴻基地產旗下的商場群，位於香港新界西貢區將軍澳南，商場位處於天晉II、IIIA、IIIB及海天晉基座，沿市鎮廣場兩邊而建，4個商場零售面積合共約240,000平方呎，全數162家商舖料2016年中至2021年分批開業。

## 規劃
天晉匯4個商場面積約240,000平方呎，以特色餐飲、零售為主，首期商場在2016年8月28日開幕。4個商場內共有162個商舖，包括酒樓、時裝服飾、地產代理、花店、寵物用品等商戶，預期每年租金收益約3,000萬元至3,300萬元。

## 天晉滙
第一期稱為天晉滙（PopWalk）樓高2層，設有38間商店，為天晉II的基座商場。地下主要租戶包括佔地1.8萬方呎的fusion by PARKnSHOP超級市場、雅潔洗衣（已結業）、千色布藝、卓健醫療中心（已結業）。食肆包括WAALAH! Cafe（已結業）、湄南（已結業）、Cafe 50P海南雞飯專門店、Chef's Stage Kitchen等。
1樓主要租戶包括屈臣氏（已結業）、品味1+1（已結業）和7-11便利店（已結業）等。1樓亦設多間食肆，包括Bakery Cafe by Maxim's（已結業）、Parkview Restaurant（已結業）、湘薈（已結業）、御名園（已結業）、SUBWAY及漁之部屋（已結業）等。該層設有通道往天晉IIIA和天橋往PopCorn商場。

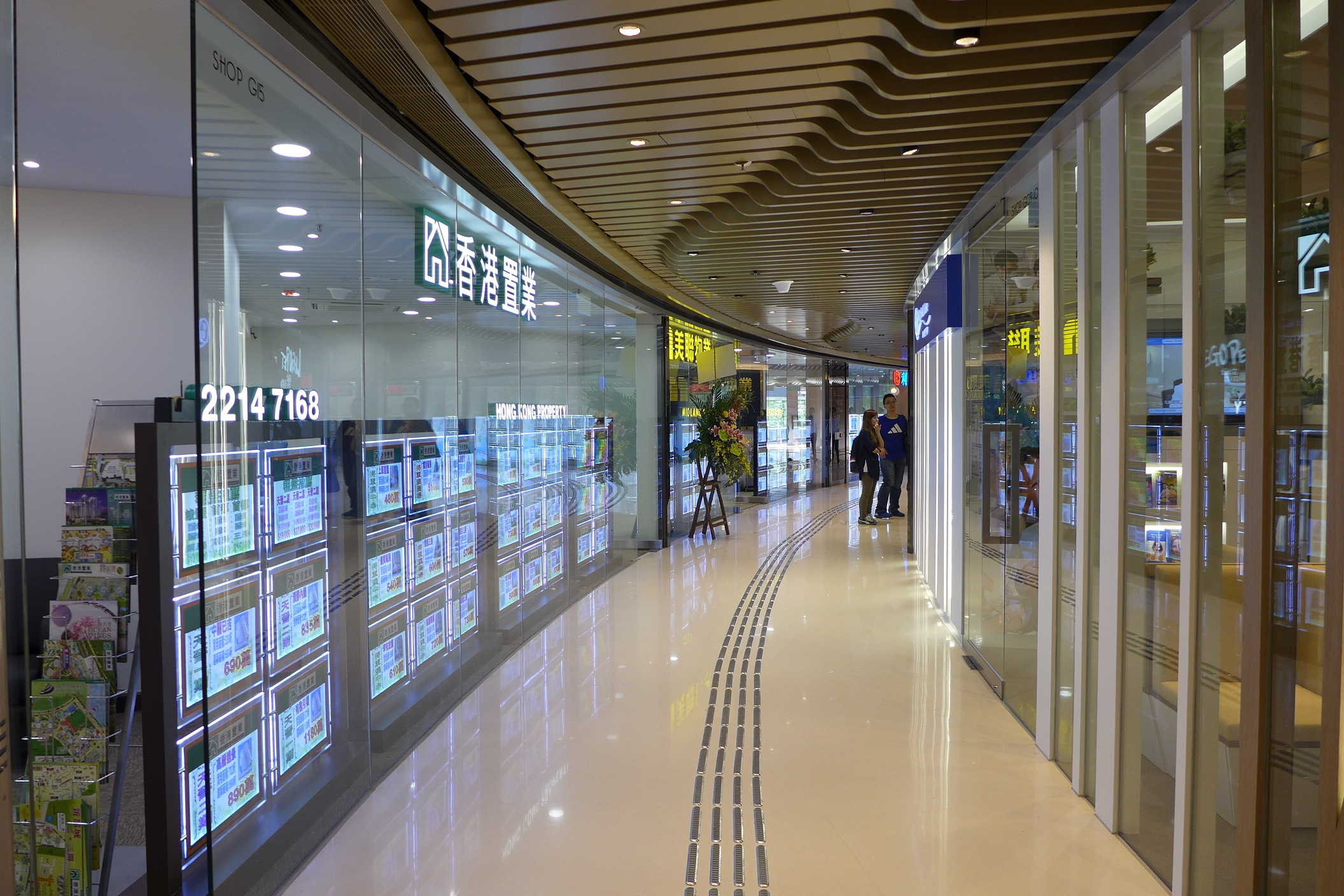
商場地下室內部分
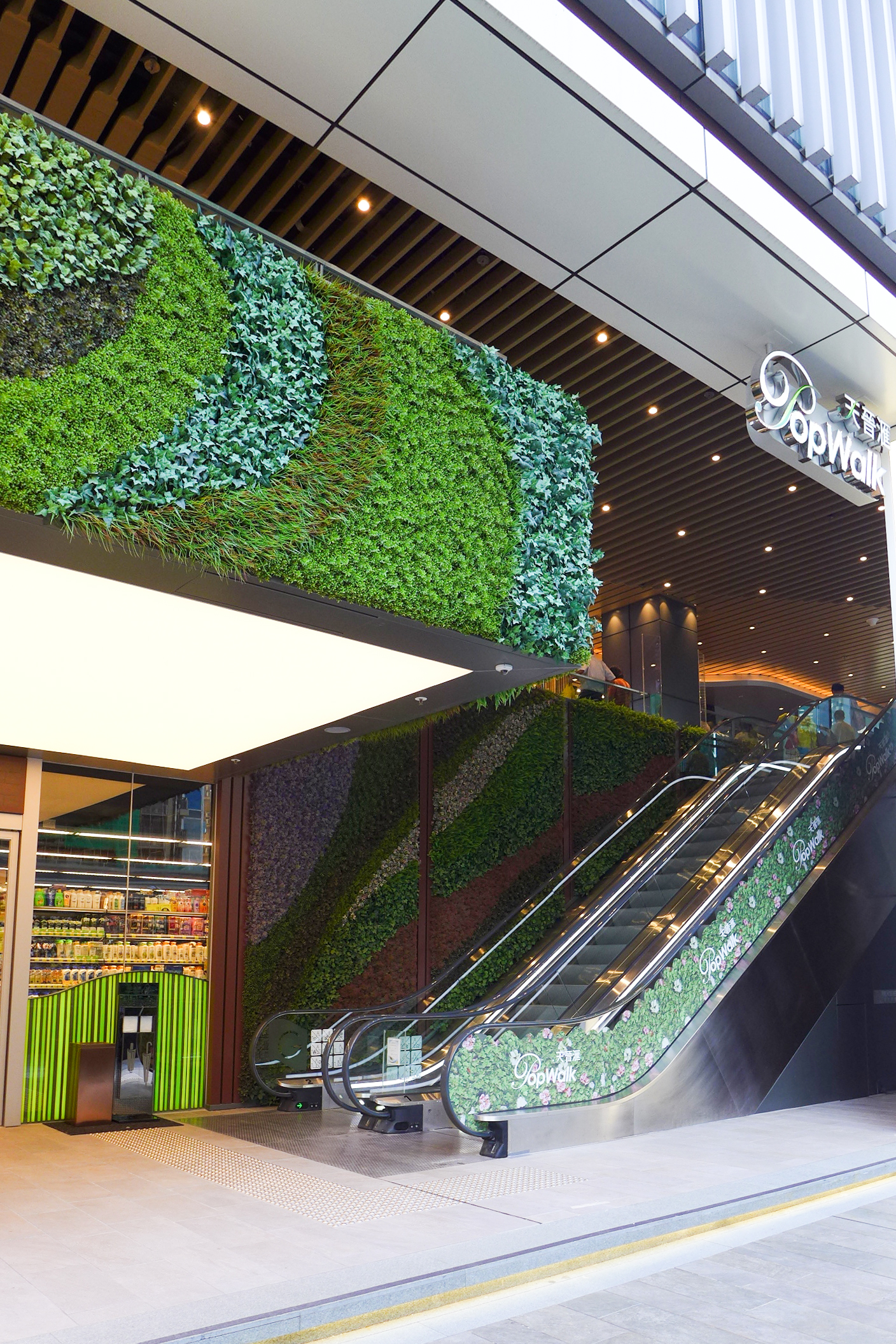
商場地下往1樓扶手電梯
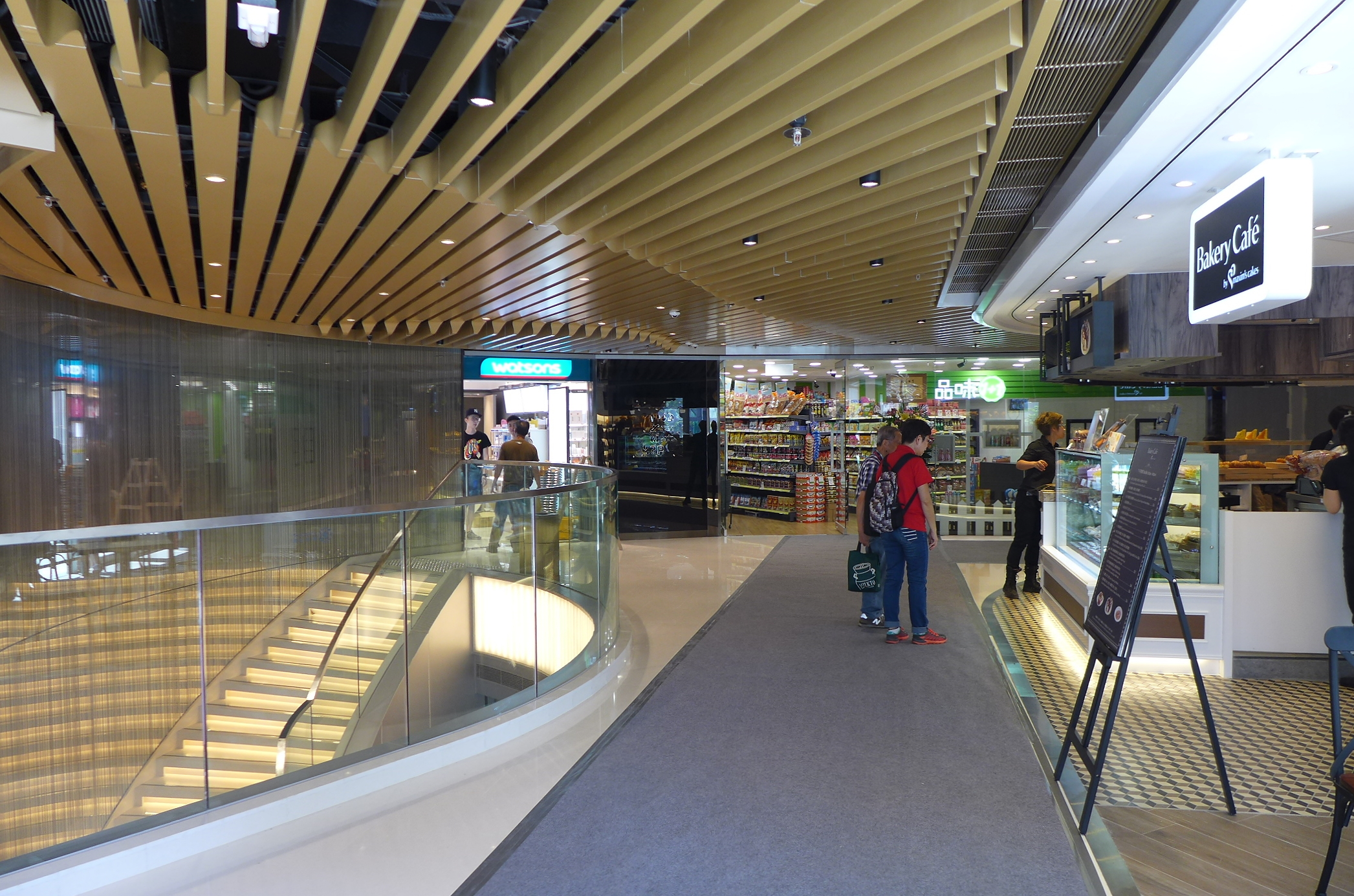
商場1樓室內部份

## 天晉滙2

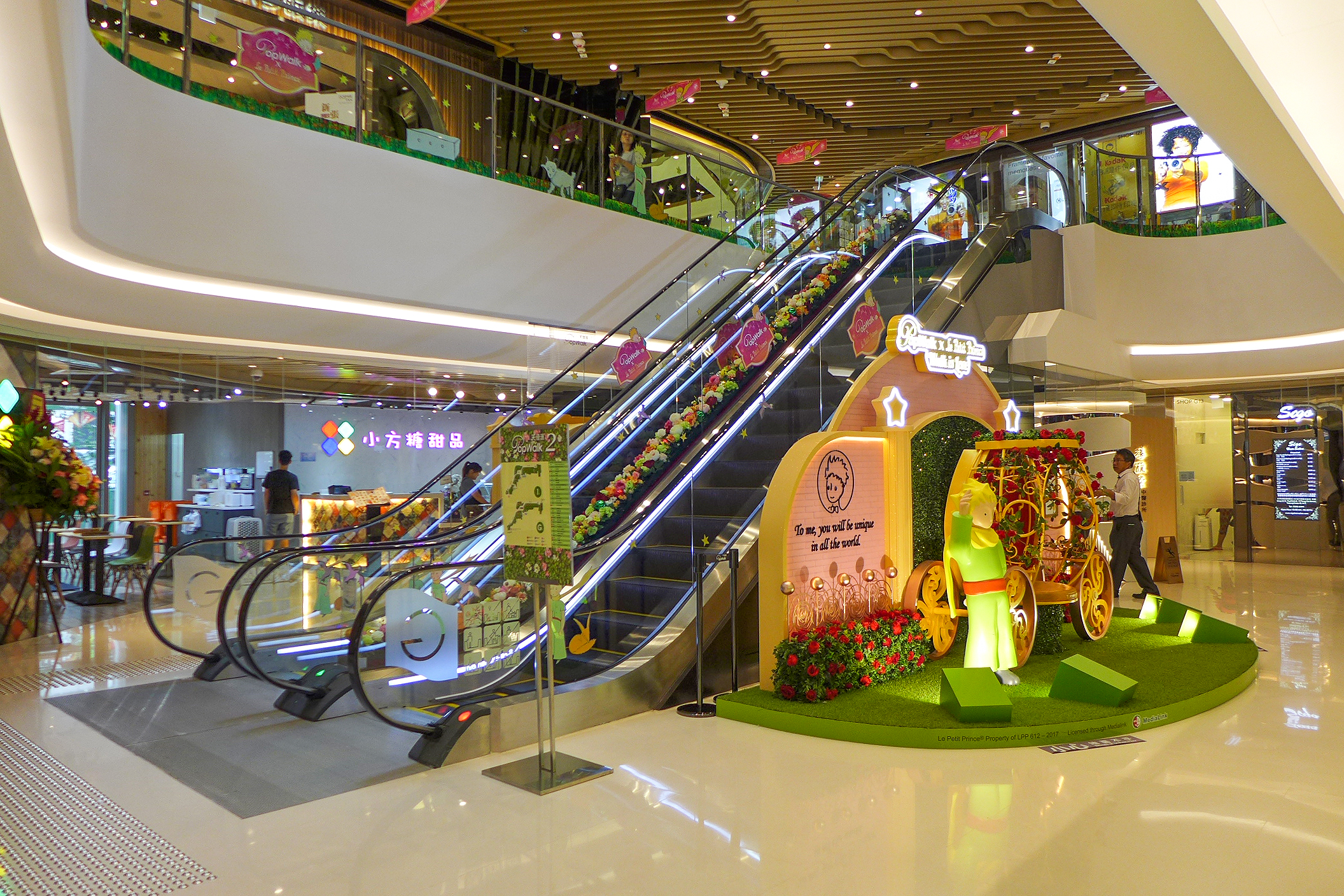
天晉滙2中庭

第二期稱為天晉滙2（PopWalk 2）樓高2層，設有39間商店，為天晉IIIA的基座商場，於2017年9月9日投入服務。
地下主要租戶包括柏斯琴行、榮華藥坊（已結業）、4間地產代理。食肆包括湘薈（已搬遷）、小方糖甜品、蛋撻王、魚米家（已結業）、一粥麵（已結業）、東南加（已結業）、意樂餐廳等。
1樓主要租戶包括日本城、渣打銀行（已結業）等。1樓亦設多間食肆，包括牛助（已結業）、陳記燒鵝、伊哥Cafe（已結業）、Goobne Chicken及泰COOL等。該層設有通道往天晉IIIA和天橋往PopCorn商場。

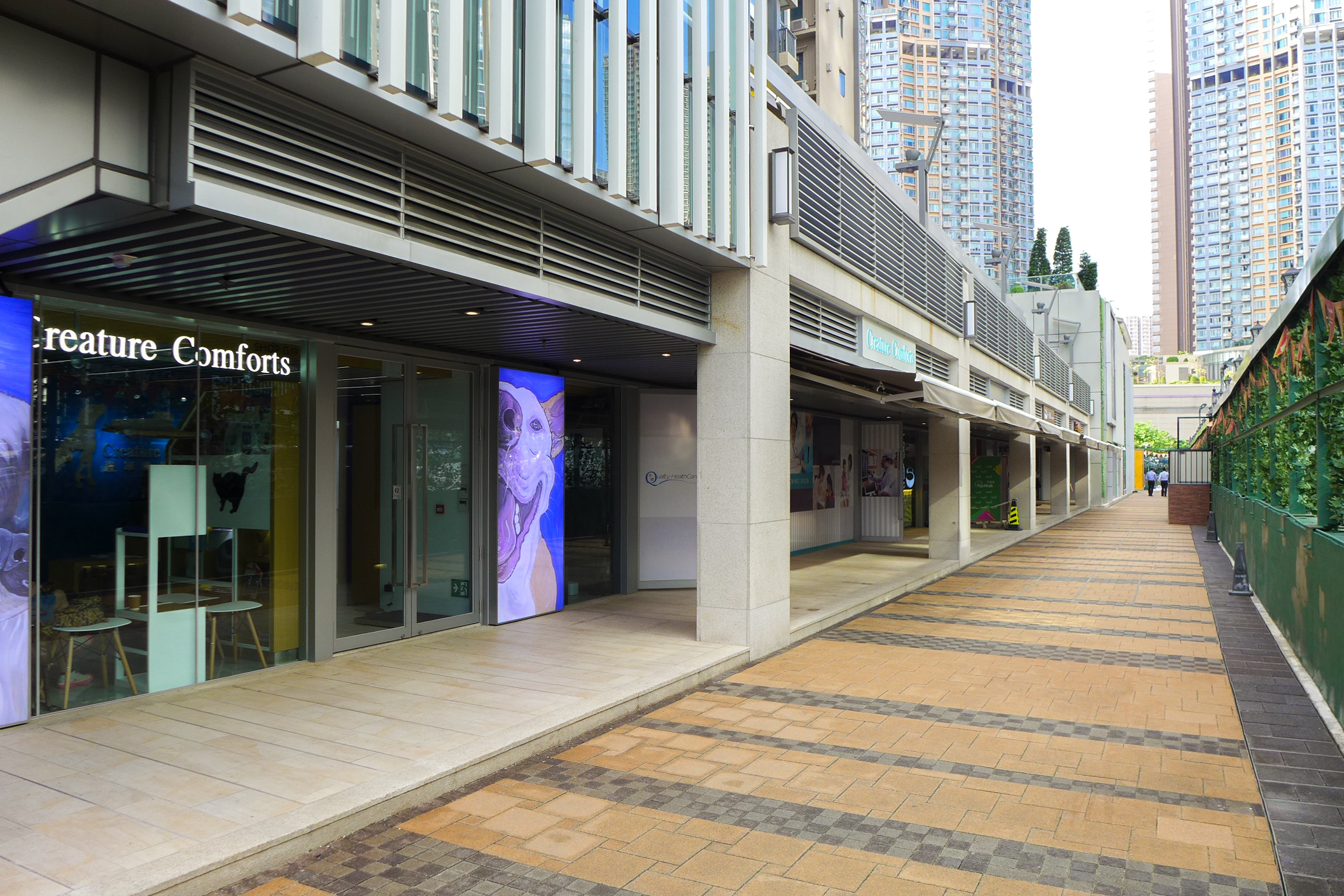
商場地下室外部分
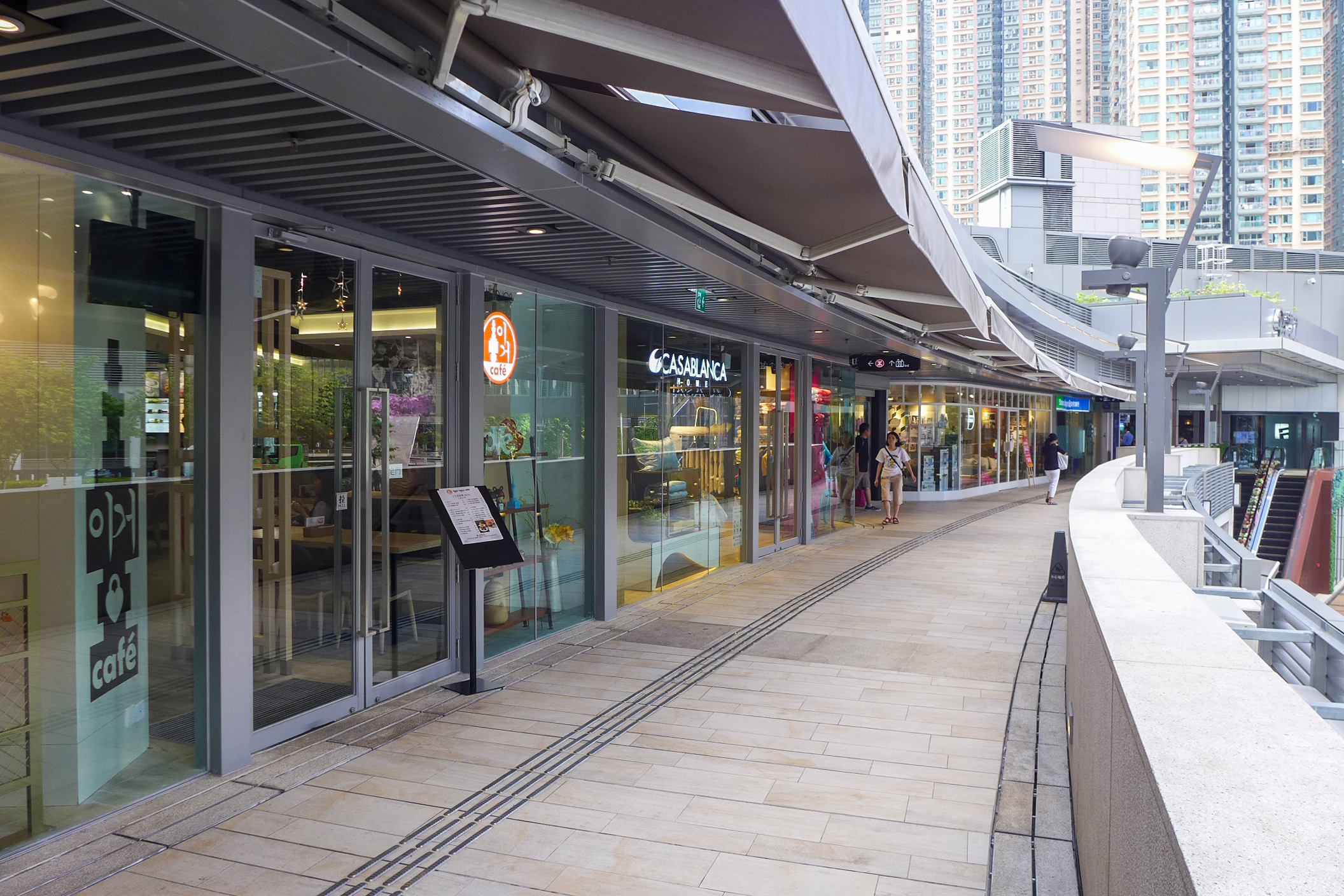
商場1樓室外部分
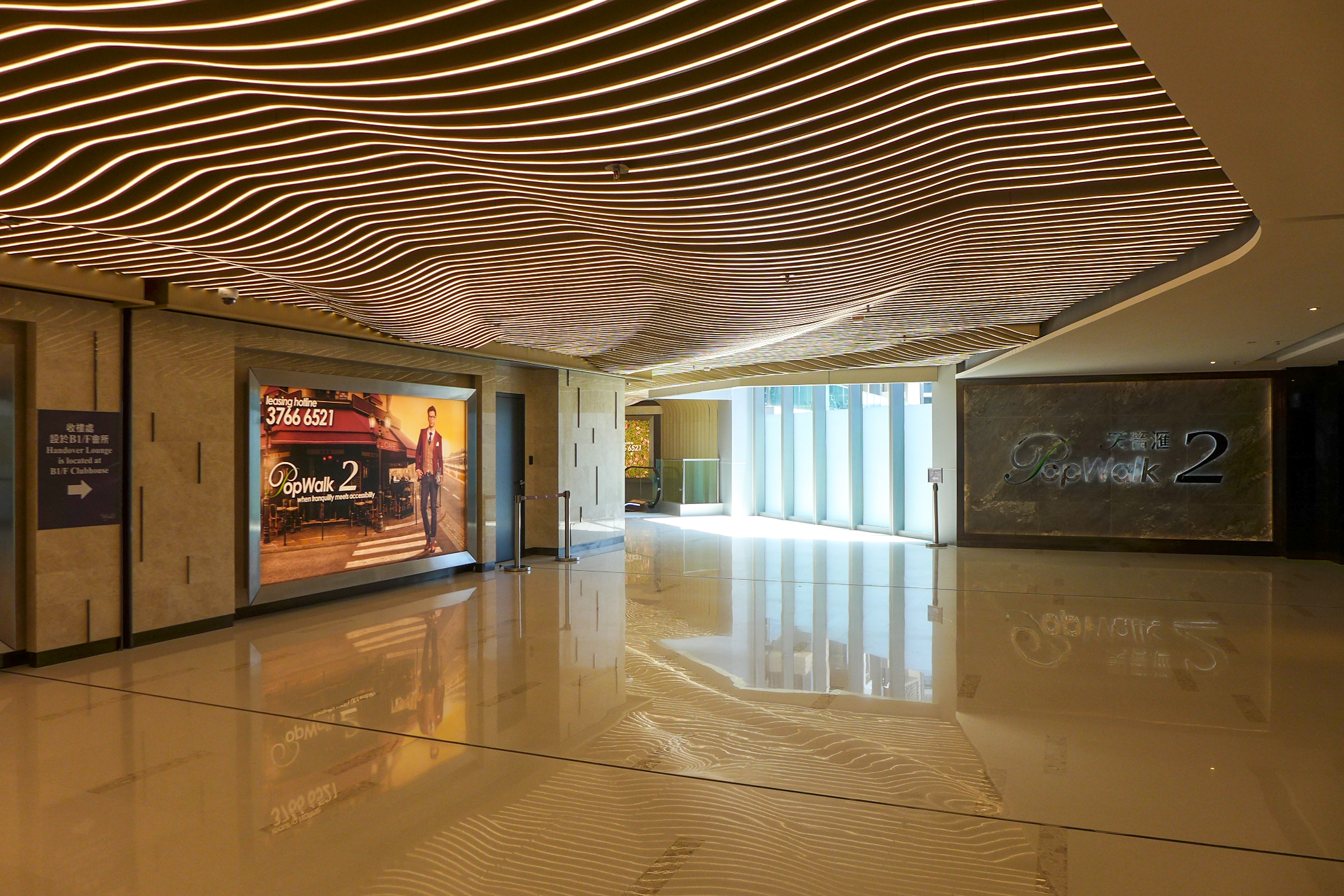
通往PopCorn的天橋

## 天晉滙3

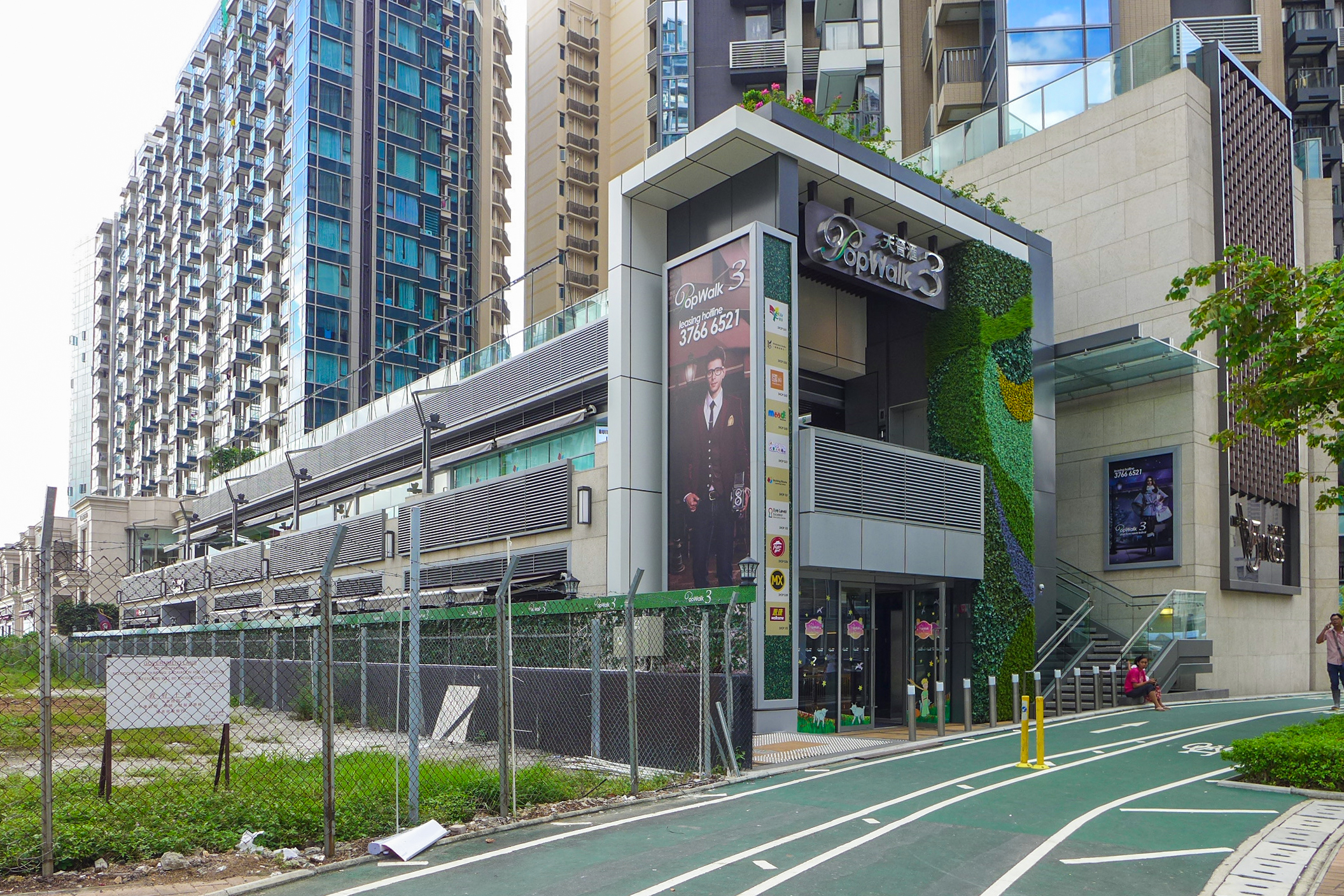
天晉滙3正門

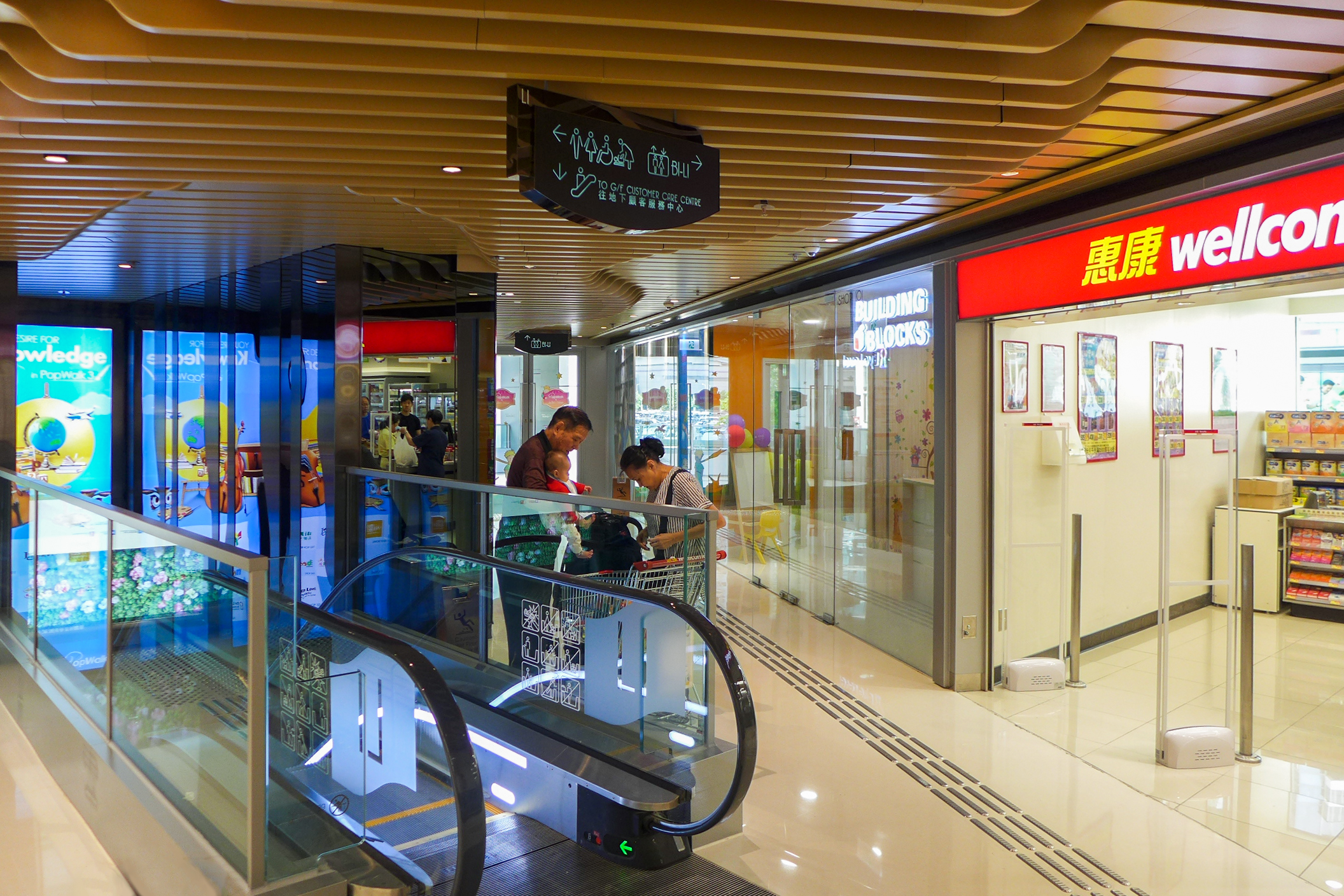
天晉滙31樓

第三期稱為天晉滙3（PopWalk 3）樓高2層，設有10間商店，為天晉IIIB的基座商場。地下主要租戶包括4間兒童教育中心、Pizza Hut及MX。
1樓主要租戶包括惠康及2間兒童教育中心。

## 海天晉滙

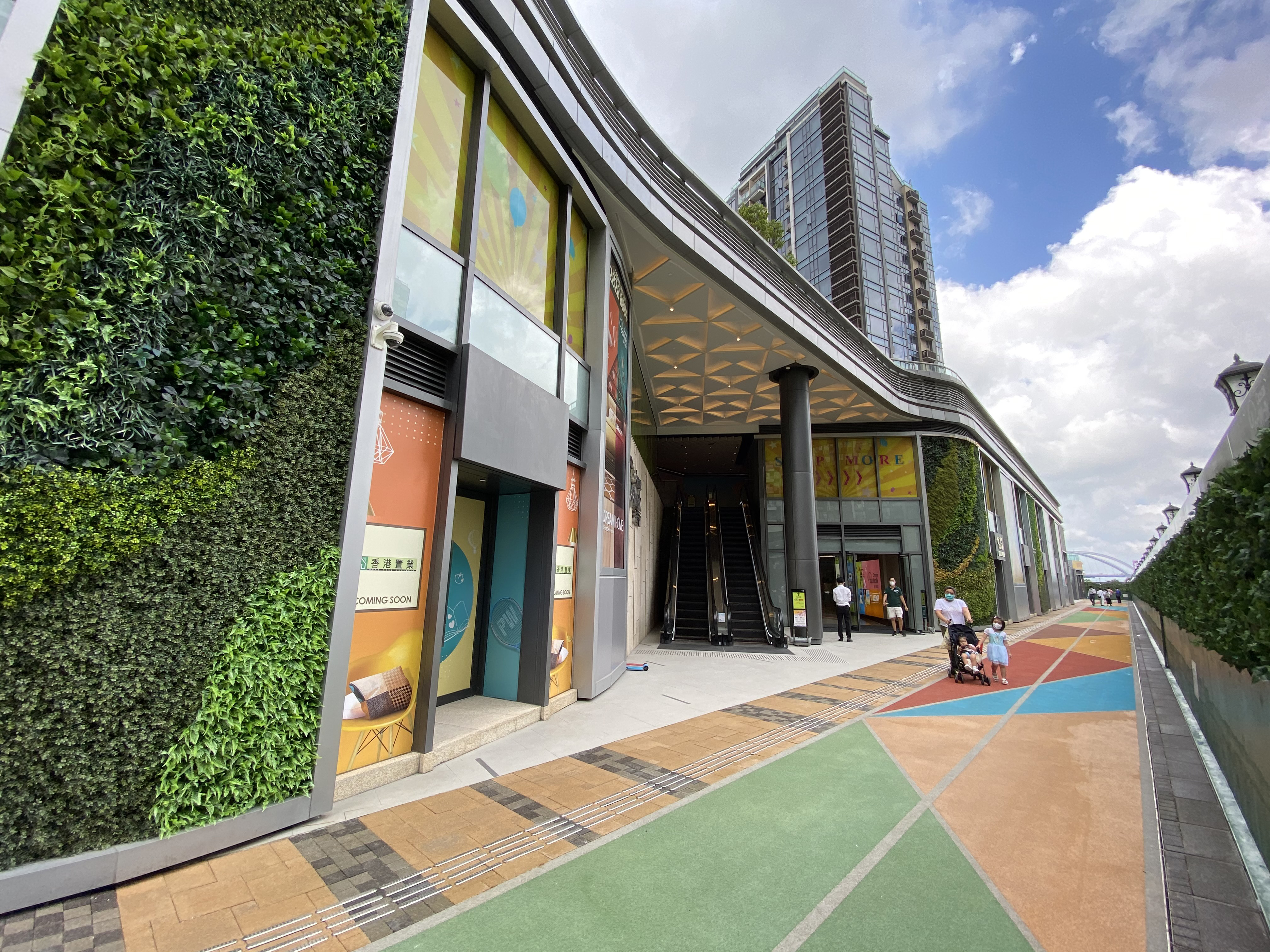
海天晉滙正門

海天晉滙（Ocean PopWalk）樓高2層，零售樓面達8萬平方呎，設有75間商店，為海天晉的基座商場。商場原定2018年首季開放，但被延至2021年7月1日。地下主要租戶包括新世界韓國食品、中國人壽（已結業）、Cottex、tokyobike、3間地產代理。食肆包括牛八涮涮鍋專門店、22 Branch Oyster Bar & Restaurant（已結業）、形等。
1樓主要租戶包括Champ 24、Boxcut（已結業）、漢唐中醫醫務所、Monkey Tree English Learning Centre、Steamlabo Education Centre（已結業）、MC Music等。1樓亦設多間食肆，包括Das Bier、銀咖喱（已結業）、Red Chicken等。到2022年12月聖誕，1樓曾經開設男團MIRROR成員柳應廷及李駿傑，以及ERROR成員梁業所創立的日式鐵板燒餐廳幻Maboroshij，但到2023年8月結業。

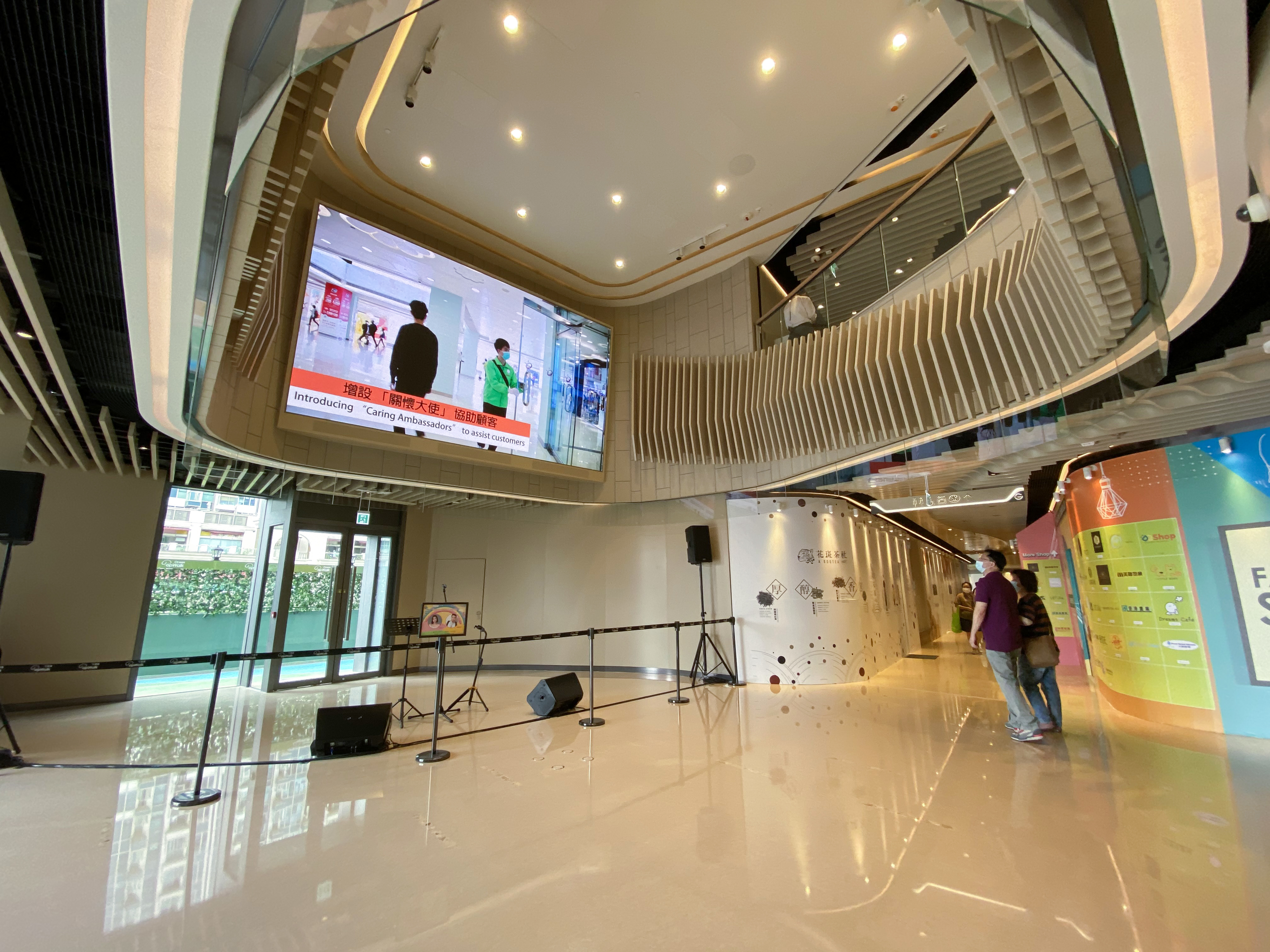
商場中庭及電視
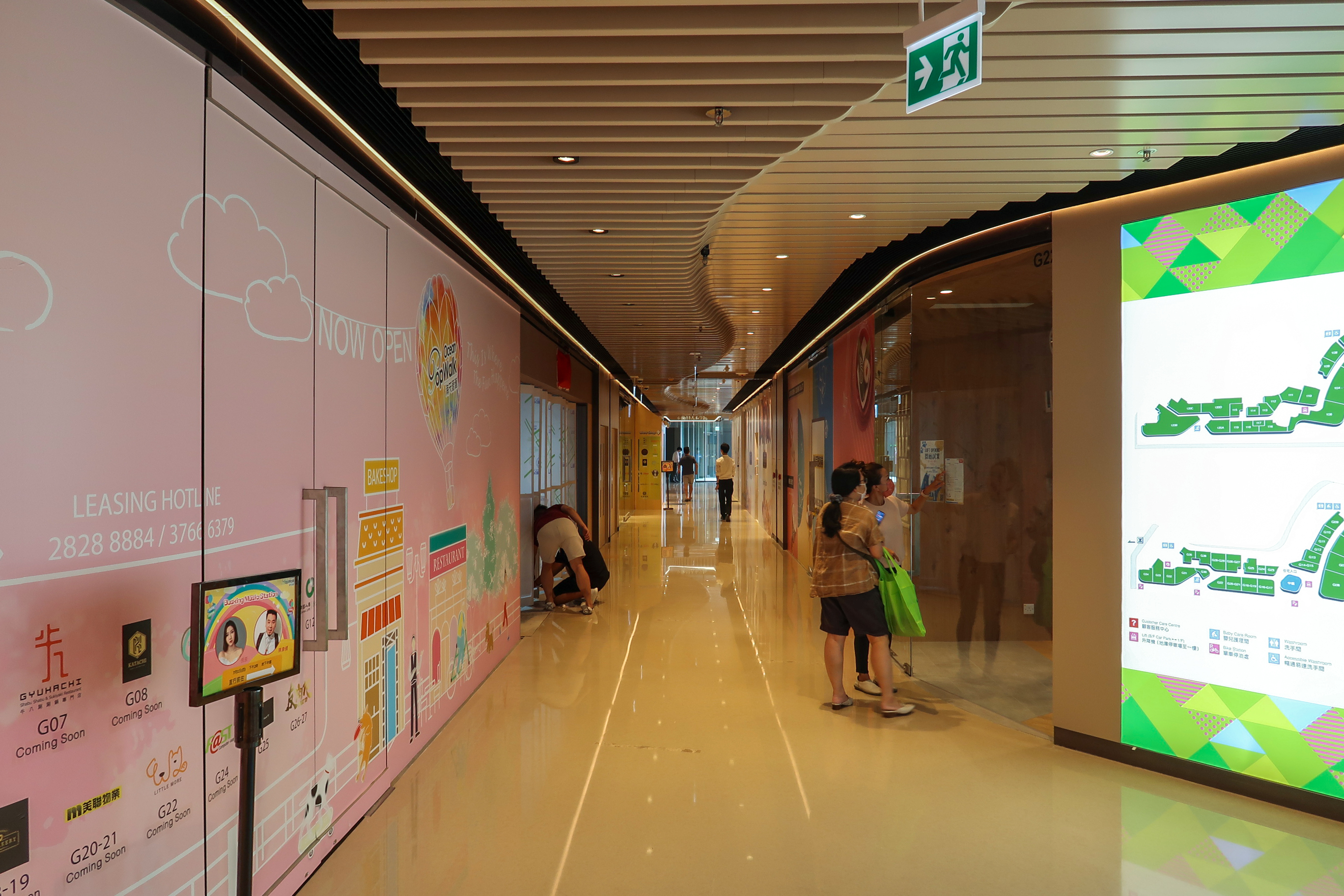
商場地下
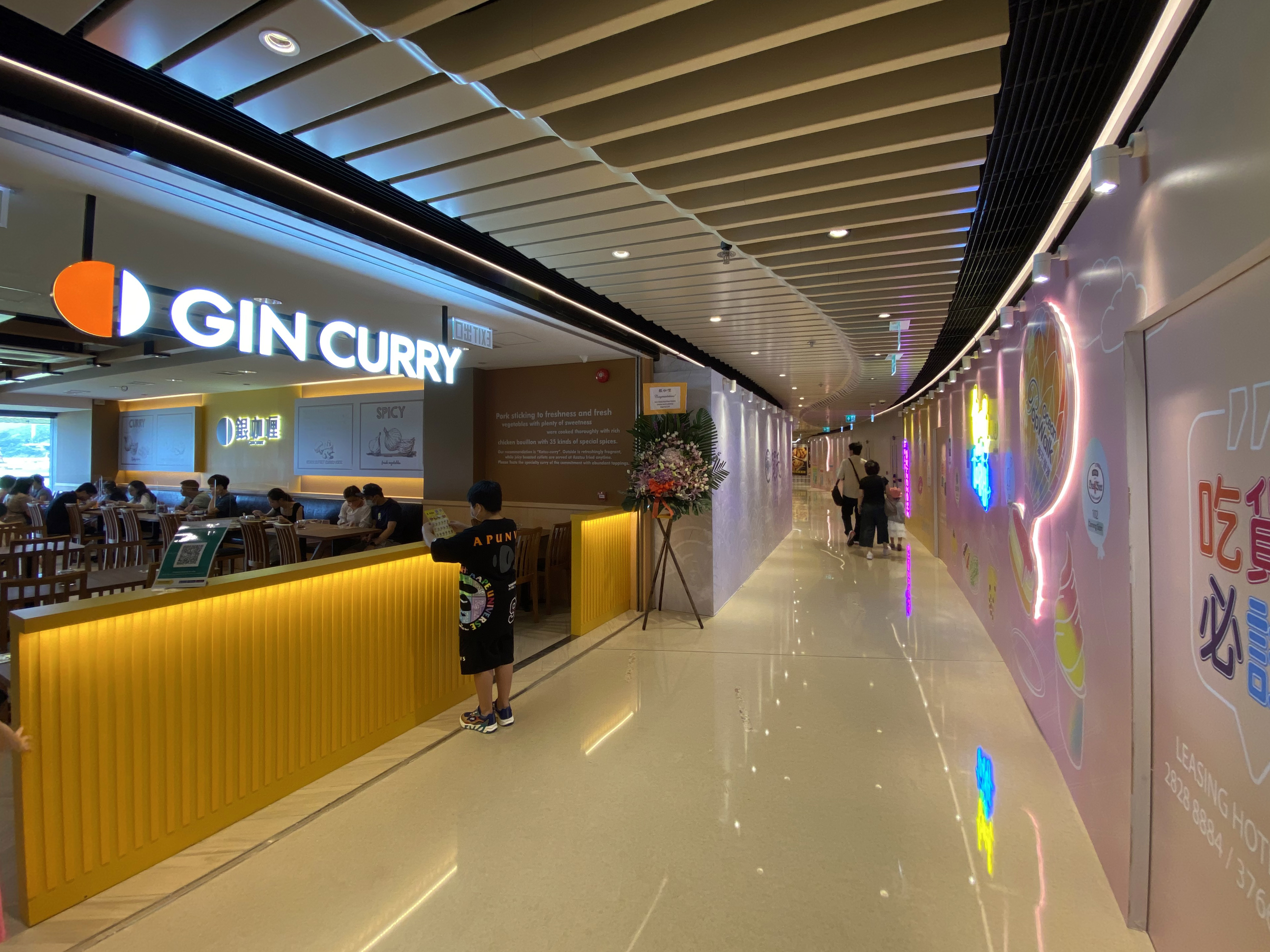
商場1樓
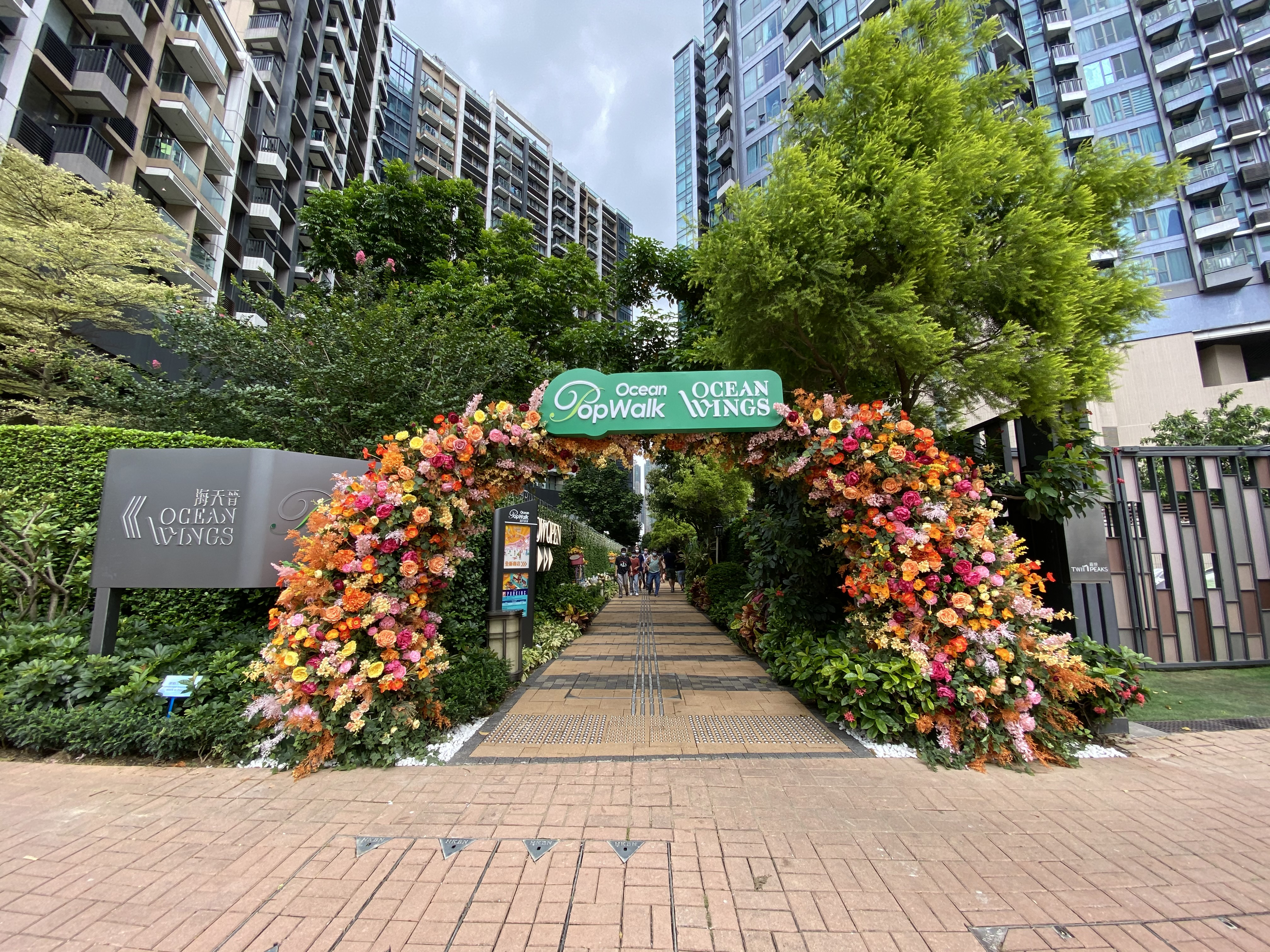
遊人前往商場只能從唐俊街的後巷進入

## 鄰近
- 港鐵將軍澳站
- 君傲灣
- 將軍澳中心
- 將軍澳廣場
- 寶盈花園
- The Parkside
- MONTEREY
- 嘉悅
- 帝景灣

## 外部連結
- PopWalk（页面存档备份，存于）
- 天晉滙的Facebook專頁
- 天晉滙的Instagram帳戶